# Économie du Mali
L’économie du Mali reste dominée par le secteur primaire et notamment agricole. Les secteurs secondaire (industrie) et tertiaire sont peu développés. L’agriculture est en butte à des difficultés récurrentes : sécheresses répétitives depuis les années 1970, baisse du prix des matières premières produites, comme le coton, hausse des coûts de production (intrants et carburants). La production aurifère est importante au Mali. Le secteur industriel étant peu développé, le Mali importe une grande partie des biens de consommation.
Au début des années 1980, le Mali faisant face aux problèmes de la dette s'est tourné vers le FMI et la Banque mondiale. Au cours des échanges, deux mots d'ordre ont été retenus: La restructuration des entreprises publiques et la libéralisation de l’économie Malienne. Les organisations internationales (Banque mondiale, Fonds monétaire international) ont poussé l’État malien à adopter des politiques d’ajustement structurel avec la privatisation de certains secteurs de l’économie (transport ferroviaire, distribution de l’eau et de l’électricité et récemment la Compagnie malienne pour le développement du textile).

## Agriculture, élevage et pêche
| Culture      | Production (en tonnes) |
| ------------ | ---------------------- |
| Mil          | 722 226                |
| Sorgo        | 532 572                |
| Riz paddy    | 670 590                |
| Coton-graine | 250 059                |
| Maïs         | 204 921                |
| Fonio        | 12 569                 |
| Patate       | 15 627                 |
| Igname       | 5 982                  |
| Manioc       | 1 426                  |
| Haricot      | 23 703                 |
| Arachide     | 166 270                |
| Tabac        | 691                    |

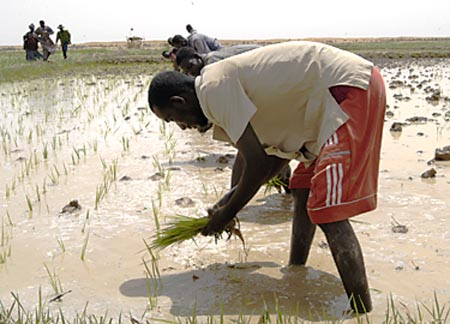
Paysans maliens cultivant le riz

L’économie du Mali est avant tout agricole. 80 % de la population active travaille dans ce secteur qui représentait 41 % du PIB en 2017 (19 % pour le secteur secondaire et 40 % pour le secteur tertiaire). Mais la production agricole est faible, souffrant à la fois d’un manque d’infrastructure en milieu rural, de rendements faibles trop liés aux variations climatiques. En dehors de la région de Sikasso, l’autosuffisance alimentaire n’est pas assurée.
La superficie des terres effectivement cultivées est estimée à 4,8 millions d’hectares soit 4 % du territoire. Le potentiel des terres irriguées est estimé à environ 2.2 million d’hectares. Seuls 130 000 ha sont actuellement complètement exploités. Les productions agricoles du pays restent tributaires du niveau des pluies,les régions arides (Kidal, Gao , Tombouctou) ) connaissant des pénuries en période de soudure.
L’agriculture est pratiquée par 630 000 petites exploitations familiales. La superficie moyenne est de 4,5 ha mais 40 % des exploitations ont une superficie inférieure à 3 Ha. L’écrasante majorité des exploitations agricoles du pays, soit près de 95 % de la superficie cultivée, sont sous culture pluviale.

### Céréales
Les céréales constituent la base de l’alimentation des maliens, notamment en milieu rural (220,13 kg/an/habitant contre 154,51 kg/an/habitant en ville). La production céréalière est principalement destinée à l'auto-consommation et n'est commercialisée qu'à hauteur de 20%.
Face à la pénurie alimentaire observée en 2005 à la suite de l’invasion acridienne et de la sécheresse, le Mali a connu une flambée des prix de denrées agricoles. Entre octobre 2004 et juin 2005, le kilogramme de mil, base de l'alimentation est passé de 105 à 161 francs CFA, celui du maïs de 103 à 167 francs CFA et celui du riz de 272 à 289 francs CFA. Pour maîtriser cette inflation des prix des denrées de base, le gouvernement a décidé d’exonérer de Taxe sur la valeur ajoutée (TVA) 600 000 tonnes de riz et 100 000 tonnes de maïs importées, ainsi que la distribution gratuite de 8 500 tonnes de céréales dans les zones menacées de famine du Sahel.
Pour la campagne 2005/2006, grâce à une bonne pluviométrie lors de la saison des pluies, la production céréalière est estimée à 3 136 592 tonnes, en hausse de 10,3 % par rapport à la campagne précédente.
La culture du riz contribue à hauteur de 44 milliards de francs CFA au PIB, soit 5 %. La principale zone de production est celle de l’Office du Niger qui représente 40 % de la production totale malienne estimée entre 700 000 et 900 000 tonnes selon les années.
La productivité de la filière riz au Mali, l’une des plus importantes en Afrique, ne permet pas d’assurer la protection des producteurs locaux face aux importations. L’application des politiques d’ajustements structurels rend la production nationale vulnérable face aux importations de riz subventionné par les pays développés.

### Coton

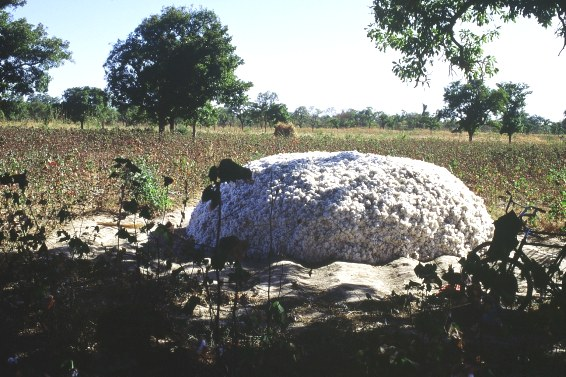
Récolte du coton

La filière coton, avec une production de 580 000 tonnes en 2004, représente 15 % du Produit intérieur brut (PIB). Environ trois millions de maliens vivent directement ou indirectement de la culture du coton.
Le coton est, après l’or, la deuxième source d’exportation avec 187 milliards de francs CFA en 2004.
Pour la campagne 2005/2006, la production de coton graine est estimée à 600 100 tonnes contre 585 000 pour la campagne précédente.
Premier pays africain producteur de coton, le Mali est vulnérable aux fluctuations des cours de l’« or blanc » et est menacé par les subventions européenne mais surtout américaine accordées aux producteurs occidentaux qui rend le coton africain non compétitif. Le Mali, avec d’autres pays comme le Burkina Faso ou le Tchad demandent la suppression de ces subventions.
La production et la transformation du Coton sont organisées par la Compagnie malienne pour le développement du textile (CMDT). Cette entreprise d’État créée en 1974 connaît des difficultés importantes dues aux fluctuations du cours du coton sur le marché mondial mais aussi à une mauvaise gestion. Son déficit pour l’année 2004/2005 est évalué à 50 milliards de francs CFA. Sa privatisation, exigée par le Fonds monétaire international, est prévue pour 2008. Le gouvernement malien a décidé de créer des filières couvrant l’ensemble des régions productrices. Ces filières seront vendues avec la possibilité pour les producteurs d’entrer dans leur capital social.
Les paysans producteurs de coton sont majoritairement opposés à cette privatisation. Réuni à Fana en juillet 2005, le Forum des peuples a, à travers une pétition, réclamé l’abandon de la privatisation de la CMDT.
La production de coton « biologique et équitable », cultivé depuis 1998 dans les cercles de Kolondiéba, Yanfolila et Bougouni, a atteint 386 tonnes en 2005 et concerne 1700 producteurs de coton.

### Élevage
| Animal    | Nombre de têtes |
| --------- | --------------- |
| Bovins    | 7 630 180       |
| Moutons   | 6 825 500       |
| Chèvres   | 9 324 000       |
| Chevaux   | 213 190         |
| Ânes      | 788 000         |
| Chameau   | 300 000         |
| Porcs     | 100 400         |
| Volailles | 23 000 000      |

L’élevage est la principale ressource de 30 % de la population, et représente 10 % du PIB.
75 % du bétail malien est constitué de troupeaux transhumants. L’élevage est l’activité principale des Peuls et des Touaregs.
Le bétail est le troisième produit exporté par le Mali, après l’or et le coton. Cependant, ce secteur a pâti de la crise ivoirienne. La Côte d'Ivoire était le premier importateur de bétail malien, devant le Sénégal, la Mauritanie, la Guinée, le Ghana, le Burkina Faso et le Niger.

### Pêche et pisciculture

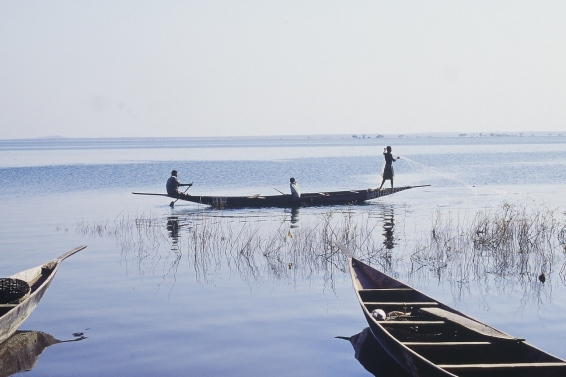
Pêcheurs sur le Lac Sélingué

La pêche représente 90 milliards de francs CFA, soit 4,2 % du Produit intérieur brut.
La production halieutique se situe autour de 100 000 tonnes par an dans les années de pluviométrie normale. La pêche est pratiquée par environ 71 000 pêcheurs (essentiellement des bozos) permettant de faire vivre de 256 400 personnes. La filière pêche dans son ensemble emploie environ 8 % de la population active.
Les principales zones de pêches sont situées dans le delta central du Niger (80 % de la production totale) et les lacs des barrages de Sélingué et Manantali.
La baisse des niveaux de cours d’eau due au déficit de pluviométrie, entraînant une stagnation des captures halieutiques depuis 3 décennies, ainsi que l’augmentation de la population fait que la demande croissante en poissons, une des principales sources de protéines pour la population a du mal à être satisfaite. Le Mali entend développer la pisciculture qui est encore à l’état embryonnaire.

### Concertations paysannes sur la Loi d'Orientation Agricole du Mali
En 2005, d'importantes concertations paysannes ont eu lieu dans le cadre du processus d'élaboration de la Loi d'orientation agricole (LOA) du Mali afin que les préoccupations, points de vue et propositions des paysans constituent le cœur des orientations politiques maliennes.
Vous pouvez également consulter le mémorandum paysan remis au gouvernement du Mali accordant une place méritée à tous les acteurs des concertations paysannes ainsi qu'aux méthodes mises en œuvre pour que le point de vue des paysans et paysannes soit respecté dans la transparence et la démocratie (www.maliagriculture.org) et (loa-mali.info).
La Loi d'Orientation Agricole a été adoptée le 16 août 2006. De nombreuses réformes doivent suivre son adoption. Plusieurs actions de communication auront lieu pour faire connaître la LOA aux populations et aux partenaires du Mali.

## Matières premières et énergies

### Or

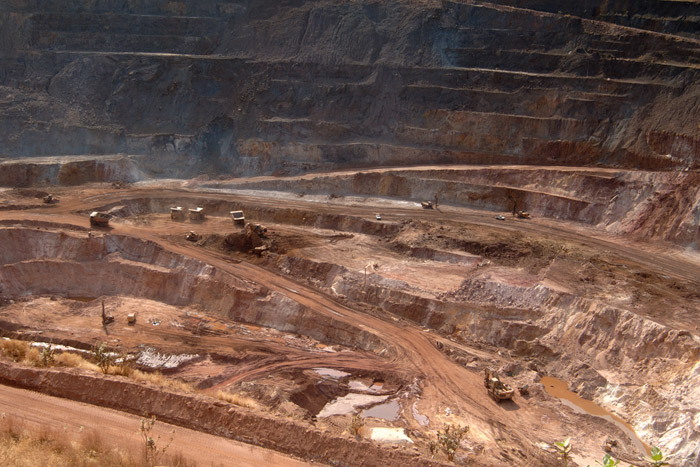
La mine de Yatela.

La première société de production d’or de Kalana a été mise en service en 1984. L’exploitation de nouveaux gisements à Loulo, Faboula, Misséni, Morila et Yatela a permis à l’industrie aurifère de prendre son essor dans les années 1990.
Le Mali est devenu le troisième producteur d’or en Afrique (derrière l’Afrique du Sud et le Ghana) avec une production de 63 tonnes en 2002, production qui a doublé entre 2000 et 2002. En 2006, la production était de 61,3 tonnes. Entre 1997 et 2005, la production d’or a rapporté au Mali plus de 600 milliards de francs CFA. L’or est la première exportation avec 394,4 milliards de francs CFA en 2006. L’or représente 15 % du PIB et 70 % des recettes d’exportation.
Selon le ministère malien des Mines, de l’Énergie et de l’Eau, les réserves d’or estimées à 800 tonnes seraient épuisées en 2014. En 2007, il ne resterait que 374,3 tonnes. Le gouvernement cherche à diversifier la production minière, notamment en mettant en valeur des ressources en pierres précieuses et semi-précieuses dans différentes régions maliennes, notamment à Daikon dans le cercle de Bafoulabé, Bougouni, Falémé, cercle de Kéniéba et dans le massif de l’Adrar des Ifoghas.
L’exploitation aurifère concerne principalement deux zones très éloignées géographiquement. D'une part, l'or est extrait dans les régions de Kayes, Koulikoro et Sikasso, à l'extrême sud-ouest, dans le Sahel, près des frontières du Sénégal, de la Guinée et de la Côte d'Ivoire. Y ont été ouvertes notamment les mines de Yatela, de Morila et de Sadiola. D'autre part, on en trouve également dans l'extrême nord-est du pays, dans la région de Kidal, en plein Sahara. De nouvelles mines d’or devraient être ouvertes en 2009 : Kara koto (région de Kayes), Syama et Kodaira (région de Sikasso).
En 2002, l'homme d'affaires et entrepreneur Aliou Diallo a fondé "WASSOUL’OR SA" et ouvert, en 2012, la première mine d'or industrielle au Mali à capitaux essentiellement nationaux. S'engageant pour le respect de l'environnement, Aliou Diallo prohibe l’utilisation du cyanure pour l’eau dans le traitement du minerai. En parallèle à l'activité de Wassoul'or, il développe un programme de lutte contre le chômage et la pauvreté et de développement local en faveur des populations. Cette initiative comprend la construction d'une mosquée, de salles de classe, retenue d'eau et d'un dispensaire.
La Fédération internationale pour les droits humains (FIDH), a rendu public à Bamako en septembre 2007 un rapport intitulé "Mali, l’exploitation minière et les droits humains". Selon ce rapport, l’exploitation aurifère profiterait davantage aux compagnies minières qu’à l’État et aux Maliens. En effet, les compagnies seraient responsables du faible taux de recouvrement des recettes non fiscales de l’État.
L’extraction de l’or est une source d’exploitation des enfants par le travail. Selon une étude du Bureau international du travail (BIT), malgré les réglementations et les programmes mis en place (Projet d'appui à l'élaboration d'un programme assorti de délais pour l'élimination des pires formes de travail des enfants --MALI- et Projet de lutte contre le travail des enfants à travers l'éducation -TACKLE-Mali), de nombreux enfants de moins de 15 ans sont soumis à des travaux dangereux. Ils sont soumis à de multiples risques pour leur santé et leur sécurité : affections pulmonaires, silicose, affections oculaires et dermatologiques diverses, exploitation sexuelle, effondrement des galeries, explosions accidentelles.

### Pétrole
Si de grands espoirs ont été fondés sur l'exploitation pétrolière au Mali au milieu des années 2000, Benjamin Augé, chercheur associé à l'Institut français des relations internationales (IFRI), déclarait en avril 2012 au journal Le Monde que « le pétrole est pour le moment un mirage au Mali. »
En effet selon lui, si beaucoup de permis pétroliers ont été accordés « en un temps record » dans le début des années 2000, la plupart des sociétés qui ont reçu ces permis n'ont pas les capacités techniques et financières pour l'exploitation. Il n'y a d'ailleurs pas eu de forage depuis. Le Mali n'ayant pas d'accès à la mer, « les sociétés sont moins enthousiastes que pour les gisements offshore du golfe de Guinée, où il est facile d'exporter le brut. »
La région Nord serait la plus prometteuse car elle fait partie du bassin de Taoudeni (qui s'étend à travers la Mauritanie, l'Algérie et le Mali). La société Total a effectué dans la partie mauritanienne un forage porteur d'espoir en 2009-2010. Mais dans la partie malienne, les forages prévus ont été sans cesse repoussés, notamment pour des questions de coût. Or il est impossible de mesurer les réserves sans avoir effectué des forages dans cette zone « qui s'étend sur des centaines de milliers de kilomètres carrés. »
Il est aussi envisageable de trouver du pétrole dans d'autres zones : celle de Gao, ainsi que dans les bassins du Tamesna et des Lullemeden (tous trois frontaliers avec le Niger), et celui de Nara (proche de Mopti), des zones où « on est loin de l'étape du forage. »

### Uranium
Le gisement d'uranium de Falea, dans le sud-ouest du Mali, à 250 km à l'ouest de Bamako, est exploré par GoviEx Uranium, basé à Vancouver. Il a été découvert par Cogema dans les années 1970. Il s'agissait auparavant d'un projet de Denison Mines, qui l'a acquis lors de l'acquisition de Rockgate Capital Corporation en janvier 2014. Denison détient actuellement 21 % de GoviEx. Il existe trois licences : Bala, Madini et Falea.
L'uranium devrait être un coproduit avec le cuivre et l'argent de Falea. Le Mali a identifié des ressources récupérables de 6 692 tU à 130 $/kgU. L'extraction se ferait sous terre. Le tri radiométrique montre des résultats prometteurs et plusieurs schémas de procédé sont envisagés pour obtenir trois produits. Au départ, l’accent était mis sur la zone centrale, mais en 2012, une zone nord de plus haute qualité a été identifiée. La minéralisation se trouve dans les grès, principalement en terrain plat, et le projet est situé à 20 km au nord de la frontière guinéenne. Une étude de préfaisabilité est prévue après 2020.
Areva explorait le gisement d'uranium de Saraya Este, à 80 kilomètres de Faléa.

### Énergie
La consommation énergétique provient en grande partie (81 %) du bois et du charbon de bois, largement devant les produits pétroliers (16 %) et l’électricité (3 %). Cette surconsommation des produits du bois (6 millions de tonnes en 2002) crée une pression trop forte sur les forêts et accélère la désertification.
Un projet de politique énergétique nationale a été approuvé par le Conseil des ministres le 29 mars 2006. Il doit notamment permettre :
- de réduire la part des combustibles ligneux dans la consommation globale de 81 % actuellement à 70 % en 2010 et 60 % en 2015.
- de sécuriser et accroître la couverture électrique du pays de 14 % en 2004 à 45 % en 2010 et 55 % en 2015.
- d'accroître la part des énergies renouvelables dans la production nationale d'électricité de moins de 1 % en 2004 à 6 % en 2010 et 10 % en 2015[39].

Des initiatives intéressantes pour l'utilisation du biogaz et de foyers améliorés ont lieu afin de répondre aux besoins énergétiques des populations tout en préservant les ressources ligneuses.
En 2015, le taux d'accès à l’électricité est de 55 % en zone urbaine et de 15 % dans les zones rurales. Pour favoriser l’électrification des zones rurales, le ministère de l’énergie et des mines a créé l’Agence malienne pour le développement de l’énergie domestique et de l’électrification rurale (Amader).
Selon l’OCDE, l’électricité malienne est fournie à 80 % par les centrales hydrauliques et à 20 % par les centrales thermiques en 2006. L'énergie solaire représente 3,1 % du mix énergétique national en 2015, une part en augmentation depuis zéro en 2012, notamment grâce à des initiatives privées.
D'importantes coupures d'électricité continuent d'avoir lieu dans les mois de mai et juin, quand les barrages n'ont pas recueilli assez d'eau. Plusieurs villes ainsi que la capitale sont privées de courant plusieurs heures par jour. Cela est particulièrement dommageable pour les industries et les services.
En avril 2021, le ministre malien des Mines, de l'Energie et de l'Eau, Lamine Seydou Traoré, déplore la vétusté du système de distribution de l'énergie au Mali. Il envisage des investissements lourds pour redresser la situation.

## Le secteur industriel malien
Le recensement industriel réalisé en 2015 dénombre 829 entreprises industrielles dont 765 en activité. La plupart, 52,69 %, sont installées dans le district de Bamako. Les entreprises industrielles employaient 30 438 personnes selon le dernier rapport corrigé en 2015, contre 13 127 personnes en 2002. La valeur ajoutée créée par le secteur industriel s’est élevée à 398,06 milliards de F CFA en 2010 ; 442,31 milliards en 2011 ; 1 289,09 milliards en 2012 ; 1 465,64 en 2013 et 782,48 milliards en 2014. Le taux d’accroissement annuel moyen a été de 11,11 % en 2011, 191,44 % en 2012, 13,69 % en 2013 et - 46,61 % en 2014.
Il s’agit essentiellement d’industrie de transformation de la production agricole : biscuiterie, pâtes alimentaires, confiserie, conserverie, brasserie, boulangerie, huilerie, sucrerie, laiterie, usine textile et de tabac.
La plus grande partie de la population travaille dans le secteur informel.

## Tourisme
Avec 80 milliards de francs CFA générés en 2005, le tourisme est devenu un secteur important de l’économie malienne, avec la création de 17 000 emplois dans cette filière. Le nombre d’hôtels est passé de 53 en 1990 à 242 en 2005. Le tourisme devrait connaître un nouvel essor dans les prochaines années. Il est envisagé d’accueillir 300 000 touristes en 2009 contre 112 654 enregistrés en 2004.
Le tourisme est concentré actuellement dans trois régions : le Pays Dogon, Djenné - Mopti et Tombouctou. La volonté des autorités est de développer des nouvelles régions touristiques autour du pays mandingue, la boucle du Baoulé, et le Gourma. Mais le manque d’infrastructures hôtelières et l’état des routes restent des freins au développement du tourisme.

## Politique économique
Les politiques d’ajustement structurel imposées par le Fonds monétaire international (FMI) depuis les années 1970 ont conduit les gouvernements à réduire les budgets sociaux consacrés aux dépenses d’éducation et de santé. La dévaluation du franc CFA en janvier 1994 a plongé un nombre important de familles dans des situations d’extrême précarité. Ces politiques, tout comme la démocratisation du pays, ont cependant rassuré les investisseurs étrangers.

### Budget de l'État
Le budget de l’état malien pour 2012 qui était 2,26 milliards d’euros à l’origine a été ramené à 1,5 milliard d’euros, à la suite de coupes budgétaires drastiques après le coup d'État de 2012 au Mali qui a vu l’aide internationale diminuer.

### Dette
La dette, qui n’était que de 55 milliards de francs CFA en 1968 a atteint 1 700 milliards de francs CFA en 2001, ce qui représente quasiment son PIB annuel (99 %) et six fois le budget de l’État et 1 766 milliards de francs CFA en 2003. En 2005, le service de la dette s’élève à 90,69 milliards de francs CFA. Selon une étude réalisée par la Coalition des alternatives africaines dettes et développement (CAD-Mali), il faudrait le sacrifice de 4 générations, soit 106 années, pour rembourser intégralement cette dette.
Le Mali a bénéficié en 2000 d’une réduction de 158 milliards du service de la dette au titre de la première phase de l’initiative pays pauvres très endettés (PPTE). Cette réduction de dettes a été accordée à la suite de l’engagement de l’État malien de privatiser de larges secteurs de l’économie et de réduire les dépenses publiques.
En 2005, le G8 a pris la décision d’annuler la dette multilatérale du Mali s’élevant à 1 060 milliards de francs CFA.

### Privatisation et libéralisation de l’économie
Sur la pression d’organisations internationales comme la Banque mondiale et le Fonds monétaire international, le Mali a mis en place une politique d’ajustement structurel qui consiste à libéraliser l’économie (liberté des prix, fin du monopole pour l’importation et l’exportation, privatisations).
Pour le CAD-Mali, cette politique d’ajustement structurel n’a pas permis au pays de sortir de l’étau de la dette tout en appauvrissant une partie de la population, les privatisations entraînant un nombre élevé de licenciements.
La société Énergie du Mali (EDM) chargée de la production et la distribution d’électricité et d’eau potable avait été privatisée et rachetée pour 60 % par la société SAUR, filiale du groupe français Bouygues. Pourtant, en 2005, le gouvernement malien a décidé de racheter EDM contestant les choix de gestion du groupe Saur, basés sur une augmentation du prix de vente de l’électricité et de l’eau.
Au niveau des télécommunications, une licence globale a été accordée à un opérateur privé, Ikatel, venant ainsi faire concurrence à la société publique Sotelma et sa filiale de téléphonie mobile Malitel. La privatisation de la Sotelma est prévue vers 2007.
La régie des Chemins de fer du Mali qui exploitait la partie malienne de l’unique ligne de chemin de fer entre Bamako et Dakar, a été privatisée en 2003 et vendue à Transrail, un consortium canadien. Transrail a donné la priorité au fret au détriment du transport de voyageurs. Les deux tiers des gares ont été fermés (26 sur 36), ce qui entraîne une perte de ressources pour les habitants des localités concernées. En effet, l’arrêt des trains dans ces localités permettait le commerce. 612 salariés de l’ancienne régie ont été licenciés.

### Désenclavement du Mali
Le Mali souffre de son enclavement. Ne possédant aucune façade maritime, il est dépendant des ports des pays de la sous-région, Abidjan était le principal port utilisé jusqu’au déclenchement de la Guerre civile de Côte d'Ivoire. Depuis, les ports de Lomé au Togo et Nouakchott en Mauritanie, ainsi que Dakar au Sénégal ont pris la relève. Mais les infrastructures routières insuffisantes sont un frein et le gouvernement malien a décidé de faire du désenclavement une priorité : des travaux sont en cours ou prévus sur les liaisons routières entre Bamako et Dakar, Nouakchott et Conakry. Un pont sur le fleuve Niger a été construit à Gao.
Le kilométrage total de routes bitumées au Mali est passé officiellement de 1 827 km en 2002 à 4 450 km en 2008.

## Commerce extérieur
Les exportations maliennes ont totalisé en 2004 près de 513 milliards de francs CFA, avec deux grands secteurs qui sont l’or (270 milliards de francs CFA) et le coton (187 milliards de francs CFA). Les exportations sont en recul par rapport à 2003 (577 milliards). Les importations s’élèvent à 716 milliards de francs CFA. La balance commerciale accuse un déficit d’environ 203 milliards de francs CFA.

### Accords de partenariat économique
Les négociations pour des accords de partenariat économique (APE) entre les pays d'Afrique, des Caraïbes et du Pacifique (ACP) et l'Union européenne (UE) sont en cours pour donner suite à l'Accord de Cotonou. Ils ont pour objectif de libéraliser davantage les échanges commerciaux en instaurant, entre autres, la réciprocité dans les préférences commerciales.
Ces négociations sont menées par les sous-ensembles régionaux, notamment la Communauté économique des États de l'Afrique de l'Ouest pour l'Afrique de l'Ouest. La CEDEAO s'est impliquée dès le début des négociations et a produit plusieurs analyses sur l'impact de ces accords et se prononce contre la signature ou pour une prolongation des négociations au-delà du délai limite du 31 décembre 2007.
Plusieurs organisations de la société civile protestent contre les impacts négatifs de ces accords s'ils sont signés en l'état. Les pressions de l'Union européenne sont très fortes ; des États ont dénoncé des menaces de réduction d'aide au développement si ces accords "commerciaux" ne sont pas signés à la date prévue.
Le secteur de l'agriculture sera fortement touché ; une déstructuration de plusieurs filières agricoles est évoquée, avec son lot de conséquences socio-économiques pour les populations rurales. Cette appréhension repose sur l'expérience d'autres pays connaissant des accords de libre-échange depuis plusieurs années, tels que la Jamaïque.
Les industriels africains se mobilisent également contre la signature des APE dont la conclusion sur les bases proposées aurait pour conséquence "la disparition des industries africaines naissantes et fragiles" ; ils n'ont pas confiance dans l'efficacité et l'effectivité des mises à niveau proposées dans les délais prescrits.

## Intégration régionale
Le Mali est membre de :
- l’Union économique et monétaire ouest-africaine ;
- la Communauté économique des États de l'Afrique de l'Ouest ;
- la Communauté des États sahélo-sahariens ;
- l’Autorité de Liptako-Gourma.

Les 8 milliards de FCFA mis sur la balance des recettes d’exportation en 2010-2011 attestent éloquemment cette jouissance. La filière mangue constitue également une grande pourvoyeuse d’emplois avec près de 4 000 emplois directs et indirects créés à travers le pays.

## Aide étrangère
Le Mali bénéficie de l’aide internationale, qu’elle soit fournie par des organisations internationales (FMI, Banque mondiale, Banque africaine de développement) ou par des programmes bilatéraux (Union européenne, Luxembourg, France, Allemagne, Pays-Bas, Canada, États-Unis).
Le budget de l’aide au développement européen — au titre du Fonds européen de développement — représente au XXIe siècle, en moyenne par an, pour le pays, un peu moins de 100 millions d’euros, hors aide humanitaire avec 978 millions d’euros pour la période 2003-2013.
Jusqu’en 1991, l’Union soviétique était un partenaire important du Mali. De plus en plus, les pays arabes comme l’Arabie saoudite ou la Libye ainsi que la Chine aident le Mali.
L’argent envoyé par les émigrés en Europe et particulièrement en France, originaires principalement de la région de Kayes, est une source de revenus essentielle, dépassant l’aide au développement octroyée par les « pays riches ». Le ministre des Maliens de l’extérieur et de l’intégration africaine estime à 4 millions les Maliens vivant et travaillant à l’étranger, dont 3,5 millions en Afrique, 200 000 en Europe dont plus de la moitié en France.